# Andropogon aridus
Andropogon aridus är en gräsart som beskrevs av Clayton. Andropogon aridus ingår i släktet Andropogon och familjen gräs.
Artens utbredningsområde är Somalia. Inga underarter finns listade i Catalogue of Life.